# Verona 203A
Verona 203A es un edificio residencial de protección oficial en Villaverde (Madrid, España), obra del arquitecto británico David Chipperfield en colaboración con los españoles José María Fernández Fernández-Isla y Matías Manuel Santolaya Heredero. El proyecto fue un encargo de la Empresa Municipal de Vivienda de Madrid en 2001, y consiste en un bloque en forma de «U» de ocho plantas que alberga 176 viviendas. La fachada exterior se caracteriza por su vibración cromática dada por las placas de hormigón de diferentes colores óxidos, los vanos idénticos para ventanas y balcones y el alzado que se inclina en los pisos superiores.

## Proyecto
En 2001, la Empresa Municipal de la Vivienda y Suelo encargó el edificio al estudio David Chipperfield Architects London y colaboraron los arquitectos José María Fernández Fernández-Isla y Matías Manuel Santolaya Heredero. El solar tiene 2000 m² y se sitúa en la calle Berrocal, 84, en el barrio de Butarque en Villaverde, donde antes había naves industriales de una fábrica. El Plan Parcial determinó las características que debía cumplir el bloque: la forma de «U», una crujía de quince metros, ocho pisos de altura y el techado a dos aguas. Las obras comenzaron en 2002 y terminaron en 2005; las 176 viviendas se destinaron a alquiler social.

## Características
El edificio tiene siete portales de acceso independientes y todas las viviendas siguen un mismo patrón espacial, con la cocina y la sala agrupadas en una zona abierta. El exterior busca evitar la monotonía en la composición, típica de los bloques residenciales, mediante un volumen rotundo y sin elementos en voladizo. Los vanos se distribuyen de forma aparentemente irregular y son idénticos, ya sean ventanas o balcones, de manera que evitan que se jerarquicen las estancias.
También rompe con la estructura ortogonal al presentar el alzado inclinado en sus últimas plantas. Del mismo modo, sus testeros están rematados con un bisel pronunciado, lo que forma un tejado a dos aguas. El tramo bajo cubierta forma la octava planta, que en realidad consiste en los pisos superiores de las viviendas dúplex. Estas pendientes integran el coronamiento con la fachada.

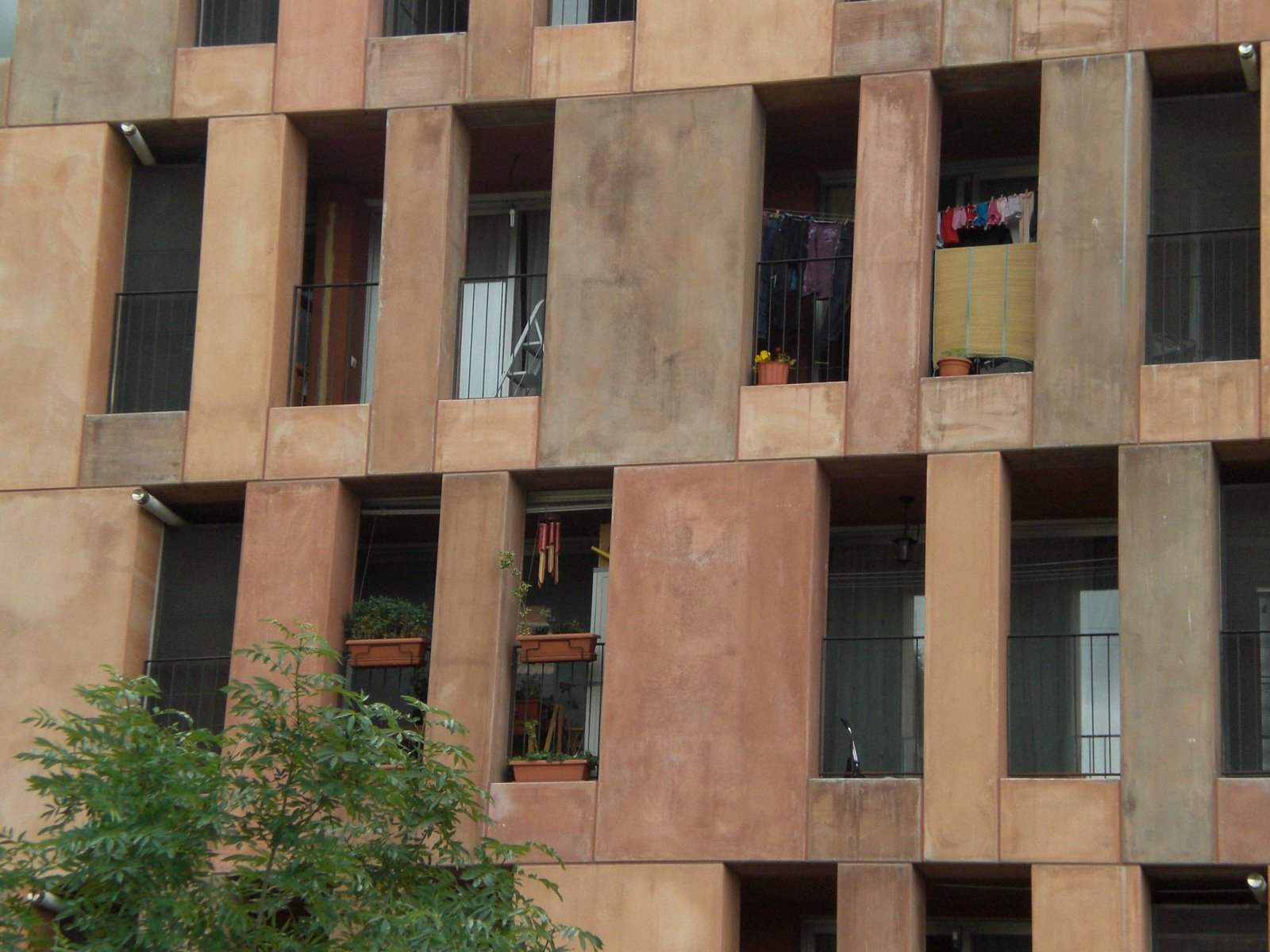
Detalle de las placas de hormigón y de los vanos.

La fachada está compuesta por paneles de hormigón prefabricados de 10 cm de espesor con fibra de vidrio. Su acabado uniforme queda contrastado por la variedad cromática que consigue alternando tonos terrosos y óxidos. Esta gama podría tener una «lectura industrial», relacionando el edificio con la antigua fábrica que se hallaba en el solar.